# Hughesville (Misuri)
Hughesville es una villa ubicada en el condado de Pettis en el estado estadounidense de Misuri. En el Censo de 2010 tenía una población de 183 habitantes y una densidad poblacional de 609,11 personas por km².

## Geografía
Hughesville se encuentra ubicada en las coordenadas 38°50′13″N 93°17′43″O / 38.83694, -93.29528. Según la Oficina del Censo de los Estados Unidos, Hughesville tiene una superficie total de 0.3 km², de la cual 0.3 km² corresponden a tierra firme y (0%) 0 km² es agua.

## Demografía
Según el censo de 2010, había 183 personas residiendo en Hughesville. La densidad de población era de 609,11 hab./km². De los 183 habitantes, Hughesville estaba compuesto por el 99.45% blancos, el 0% eran afroamericanos, el 0% eran amerindios, el 0% eran asiáticos, el 0% eran isleños del Pacífico, el 0% eran de otras razas y el 0.55% pertenecían a dos o más razas. Del total de la población el 1.64% eran hispanos o latinos de cualquier raza.